# Walters Art Museum

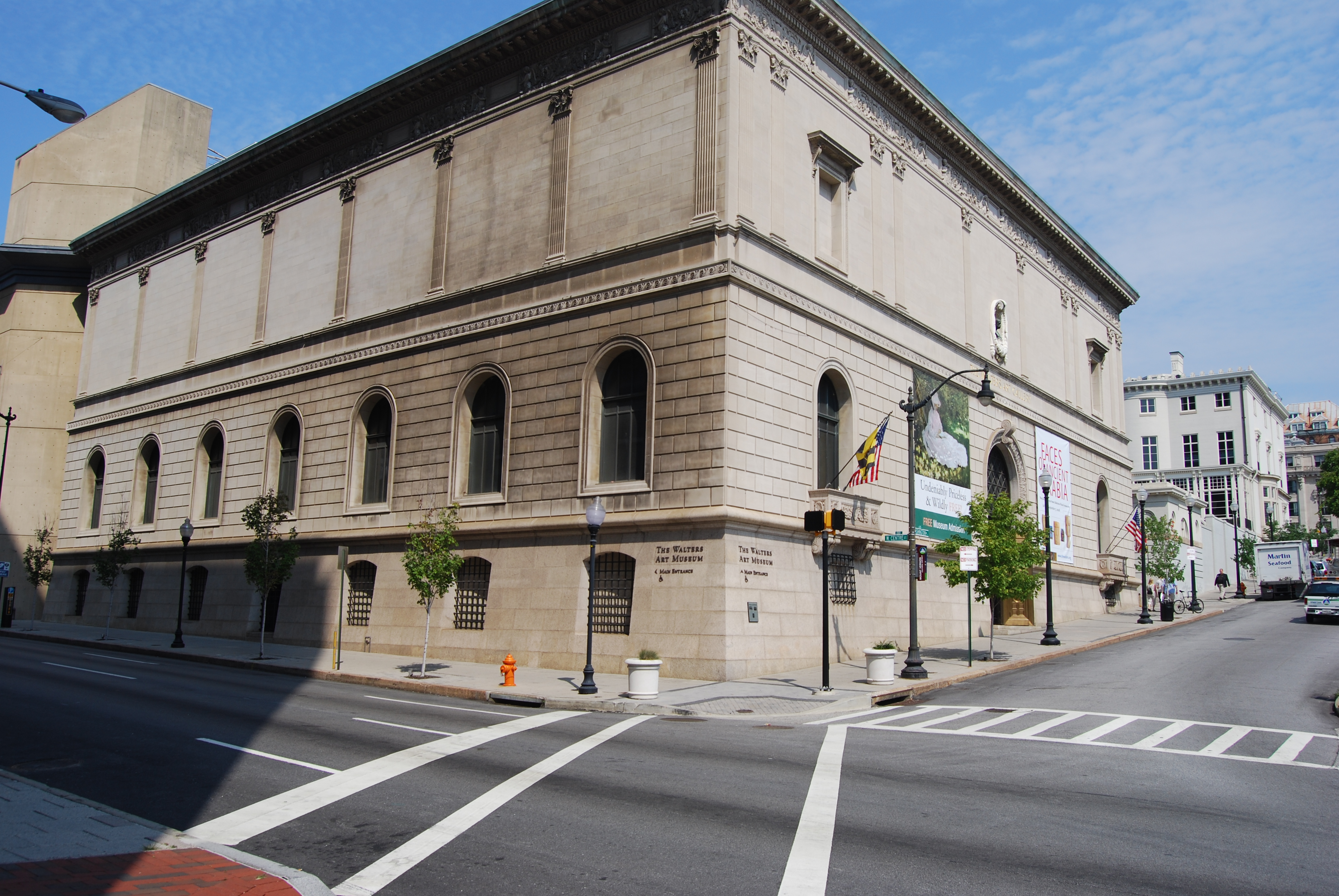
Museumsgebäude des Walters Art Museum

Das Walters Art Museum ist ein Kunstmuseum in Baltimore im US-Bundesstaat Maryland.

## Geschichte

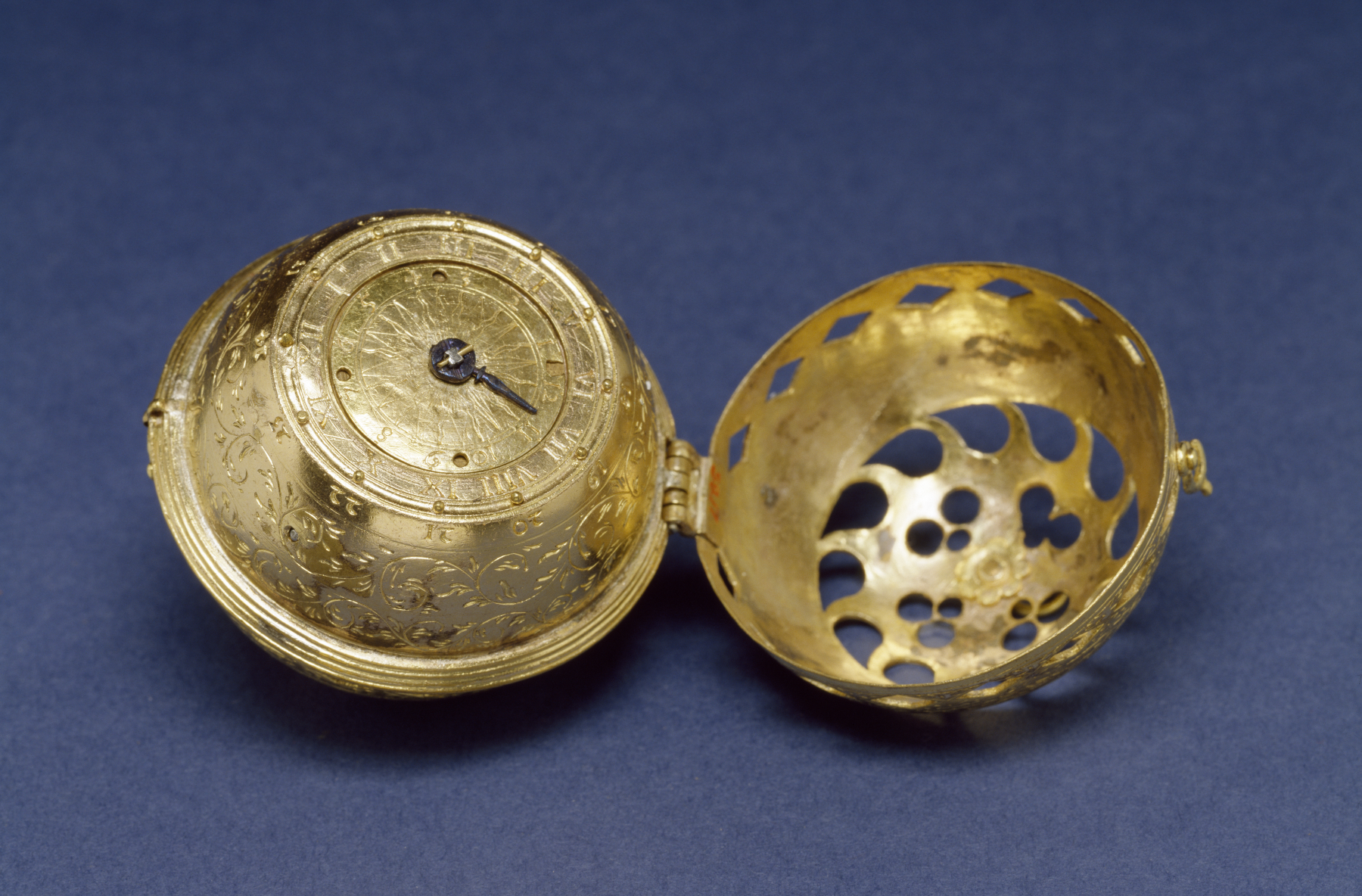
Taschenuhr im Stile eines Bisamapfel bzw. Nürnberger Ei, 1530 im Besitz von Philipp Melanchthon, Peter Henlein zugeschrieben, von Walters in Paris erworben

Der Ursprung der Sammlung geht auf William Thompson Walters (1820–1894) zurück. Er begann in den 1850er Jahren Werke regionaler Künstler zu sammeln. Mit Beginn des Amerikanischen Bürgerkrieges ging er zusammen mit seiner Familie nach Paris. Hier begann er bei Künstlern, Händlern und auf Ausstellungen in Frankreich, England, Italien und in der Schweiz europäische Kunstwerke zu erwerben. 1865 kehrte er zurück in die USA und öffnete erstmals 1874 sein Haus am Mount Vernon Place in Baltimore, um die Sammlung einem breiten Publikum zu zeigen.
Nach dem Tod von William Thompson Walters im Jahr 1894 erbte sein Sohn Henry Walters die Kunstsammlung. Dieser baute die Sammlung weiter aus und erwarb im September 1900 drei Nachbargrundstücke für die Erweiterung der Ausstellungsfläche. Hier entstand bis 1909, unter Verwendung von 1.700 Originalteilen eines römischen Palastes, ein großer Erweiterungsbau im Stil der Renaissance und des Barock. Henry Walters vererbte 1931 die Sammlung und die Gebäude der Stadt Baltimore.
Die Walters Art Gallery öffnete am 3. November 1934 als öffentliche Kunstsammlung. 1974 und 1991 wurden Erweiterungsbauten errichtet. Die Umbenennung in Walters Art Museum erfolgte 2001.
Von 1999 bis 2008 wurde im Walters Art Museum der Archimedes-Palimpsest digitalisiert, ein pergamentener Palimpsest-Kodex, der ansonsten nicht erhaltene Schriften von Archimedes beinhaltet.

## Sammlungen
Die Sammlungen gliedern sich in sieben Abteilungen. Die Antikensammlung beherbergt Werke aus dem vorderen Orient, sowie ägyptische, griechische, römische und etruskische Kunst. Die Gruppe von Walters 48.42, eine Gruppe attischer Vasenmaler, wurde nach einer Schale aus der Sammlung griechischer Vasen benannt. Weltliche und religiöse Objekte aus romanischer, gotischer und byzantinischer Zeit zeigt die Abteilung Mittelalter. Die Kunst der Renaissance und des Barock ist vertreten durch Meisterwerke von Pietro Lorenzetti, Hugo van der Goes, Raffael, Giulio Romano, Heemskerck, Veronese, Pontormo, El Greco, Ribera, Lievens, Bernini, Reni, Pannini, und Tiepolo. Diese Abteilung zeigt ebenso alte Möbel, Keramiken sowie historische Waffen und Rüstungen. Die Malerei des 19. Jahrhunderts wird im Museum durch Künstler wie Eugène Delacroix, Ingres, Millet, Daumier, Gérôme, Monet, Sisley, Pissarro und Manet präsentiert. Ergänzt wird dieser Bereich durch eine der größten Sammlungen mit Werken des Bildhauers Antoine-Louis Barye. Zwei kostbare Ostereier aus der Werkstatt von Fabergé zählen neben Schmuck von Lalique und Tiffany zu den Höhepunkten der Abteilung für dekorative Kunst. In der asiatischen Abteilung werden koreanische, chinesische, indische, thailändische, kambodschanische und japanische Skulpturen, Waffen, Lackarbeiten und Porzellan gezeigt. Seltene Handschriften und Manuskripte sowie alte Bücher sind ein weiteres Sammlungsgebiet des Museums.

## Ausgestellte Werke
(Beispiele)

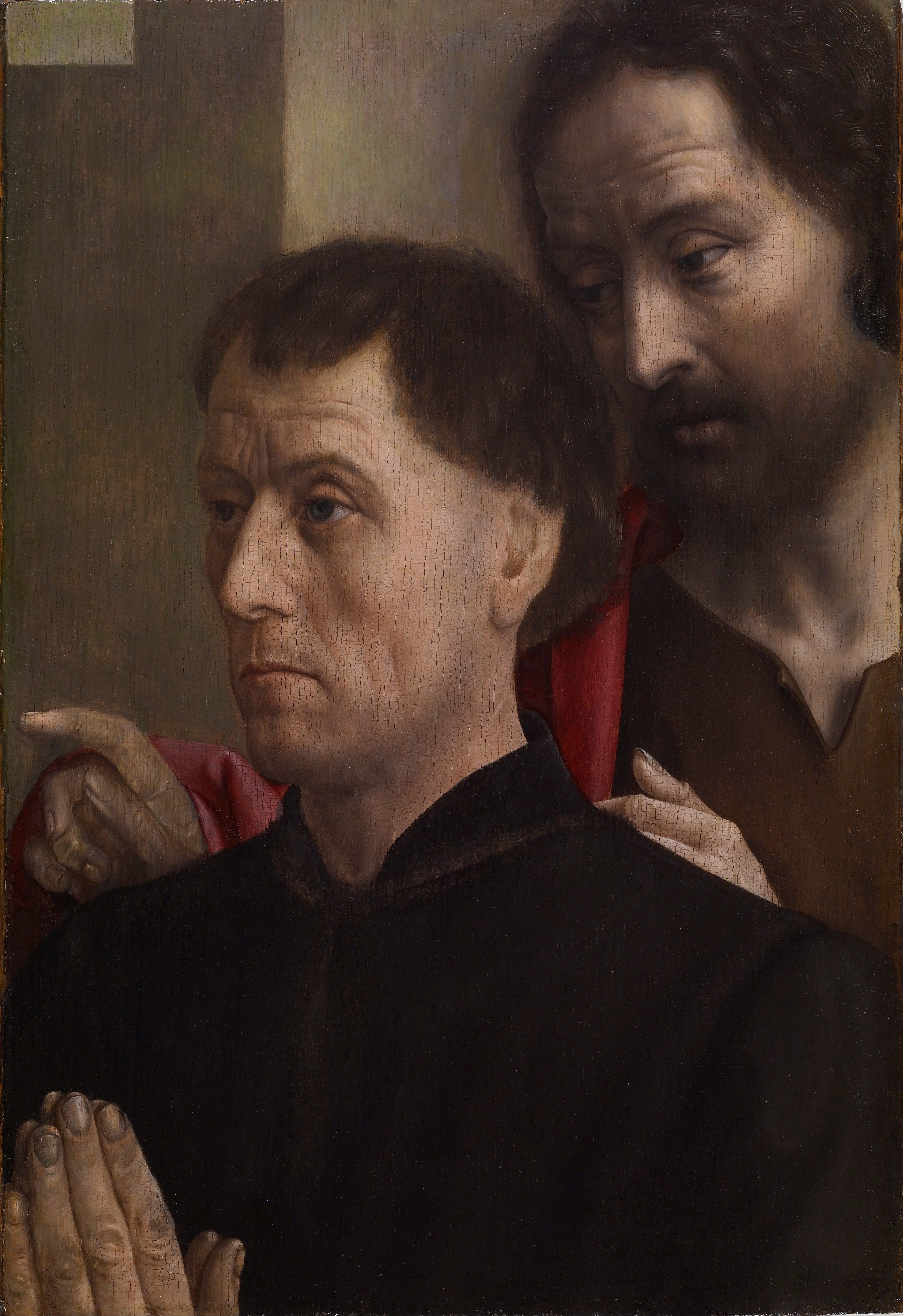
Hugo van der Goes: Johannes der Täufer
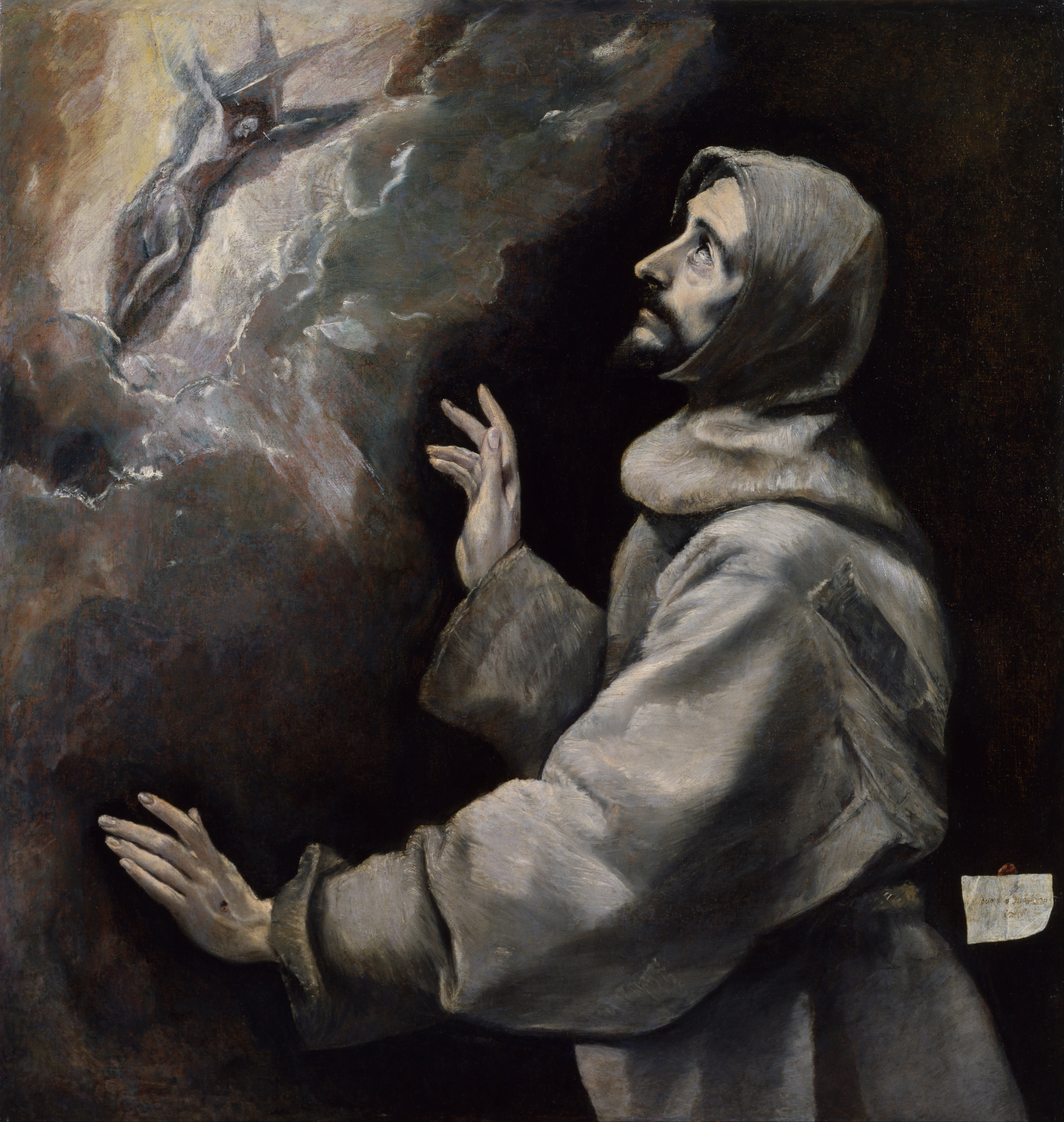
El Greco: Stigmatisation des Hl. Franziskus
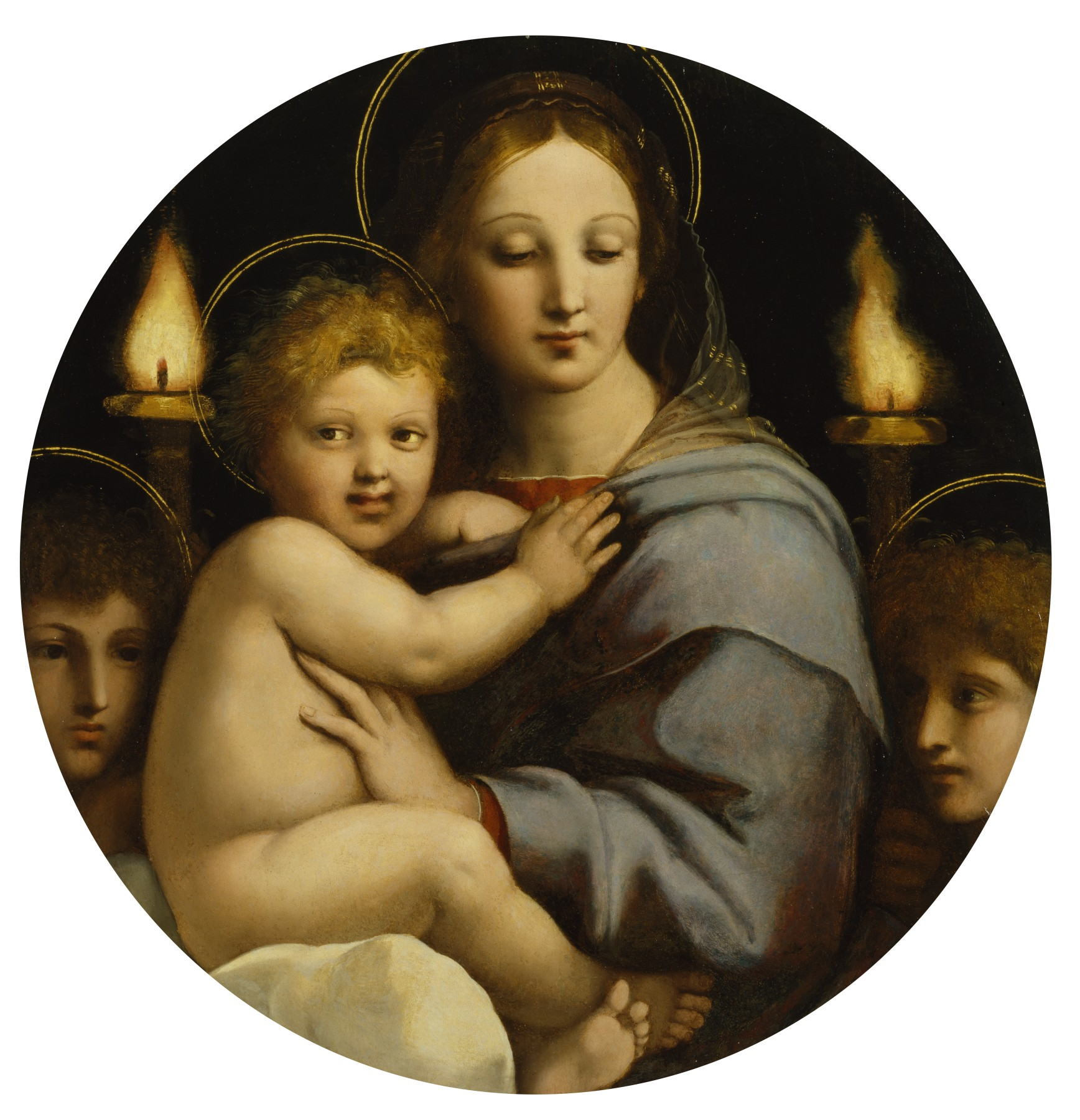
Raffael: Madonna Candelabra
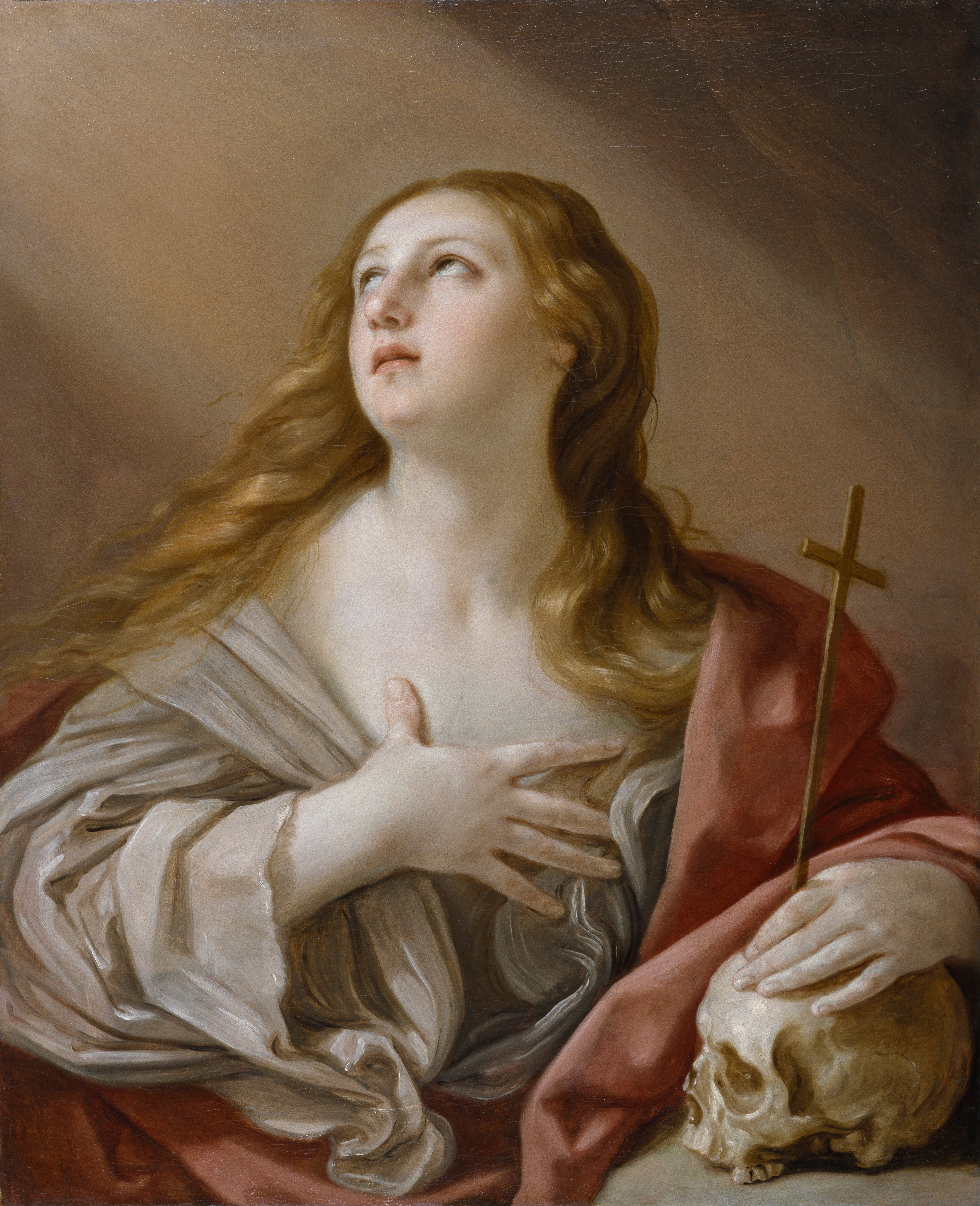
Guido Reni: Magdalena
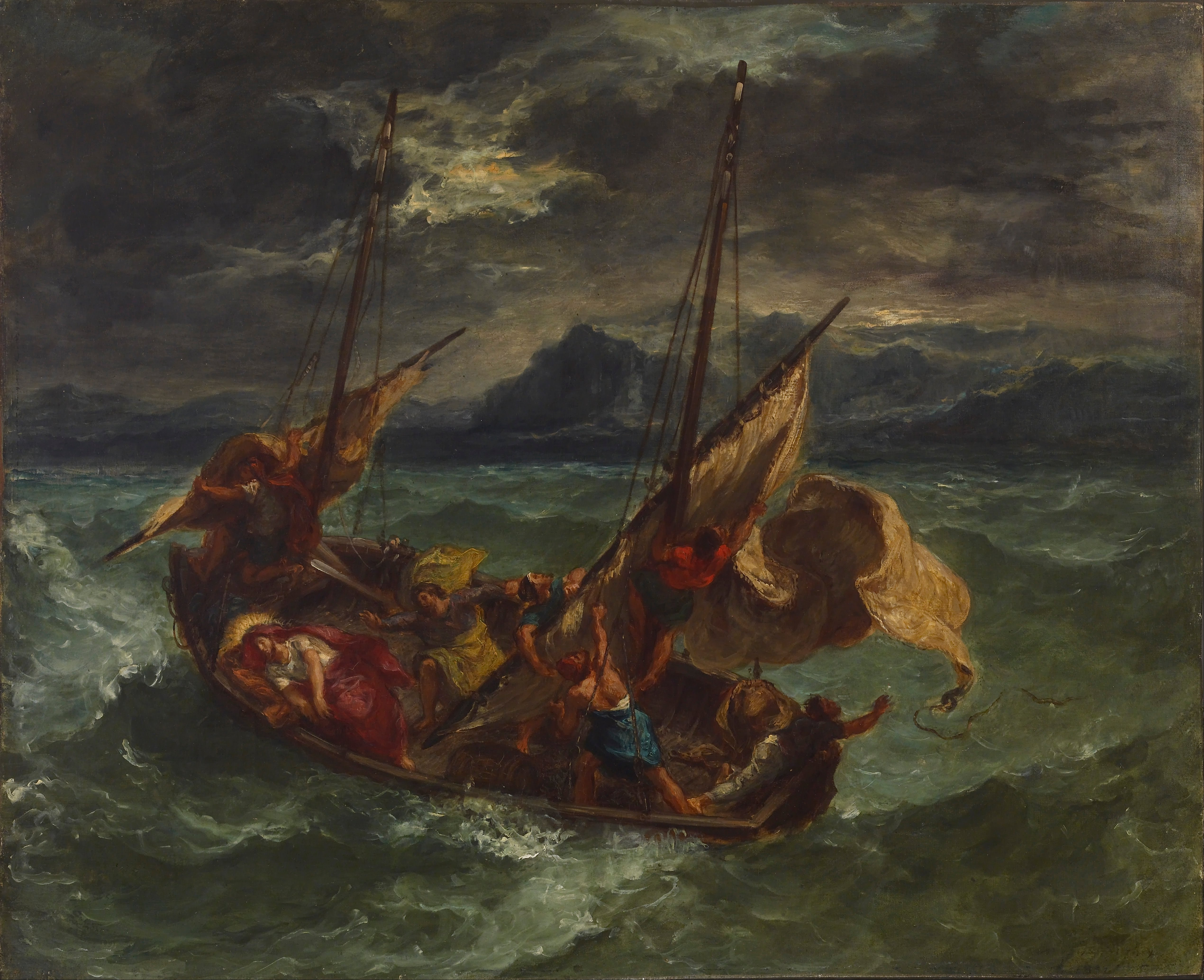
Delacroix: Christus auf dem See Genezareth
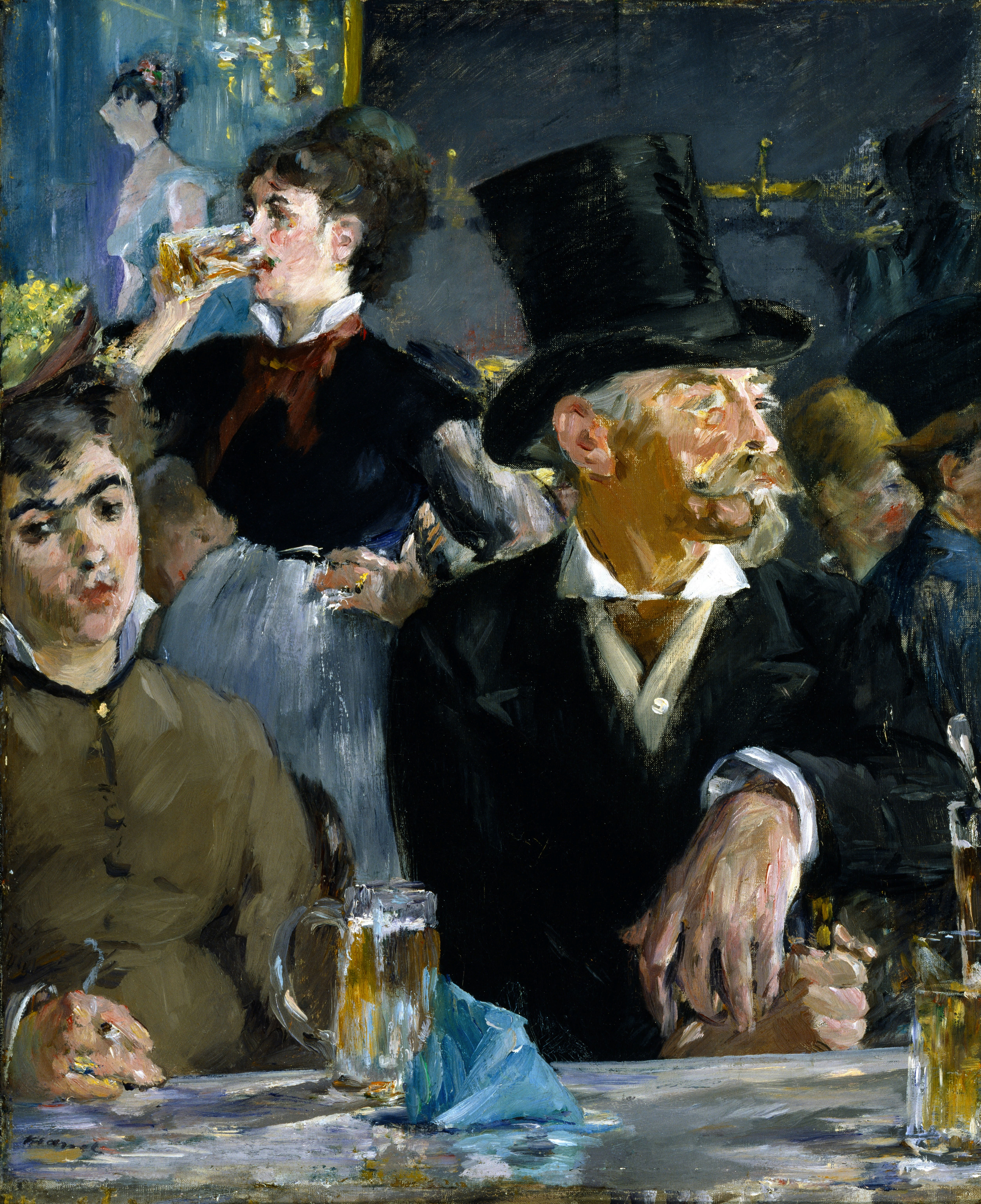
Edouard Manet: Im Café
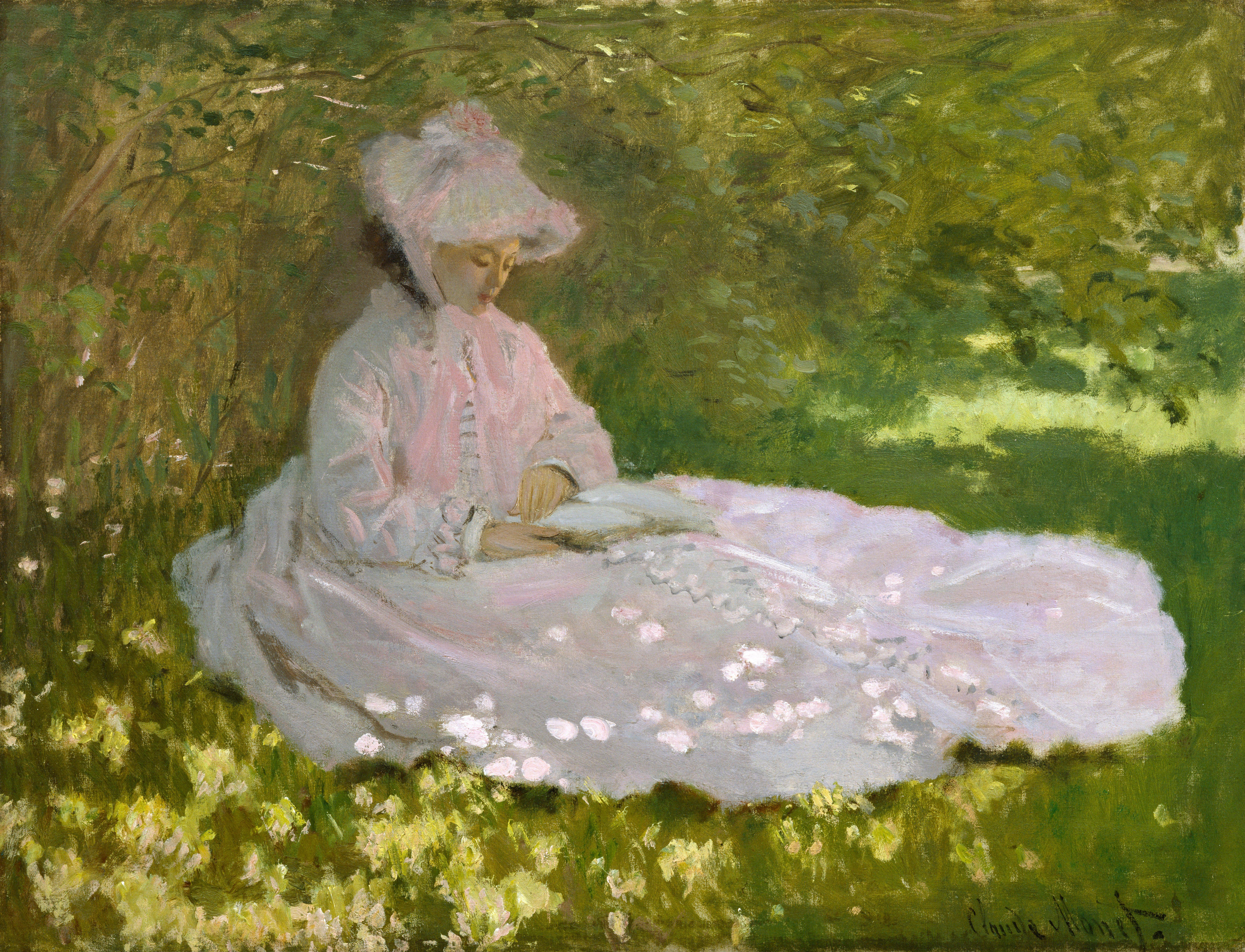
Claude Monet: Frühling
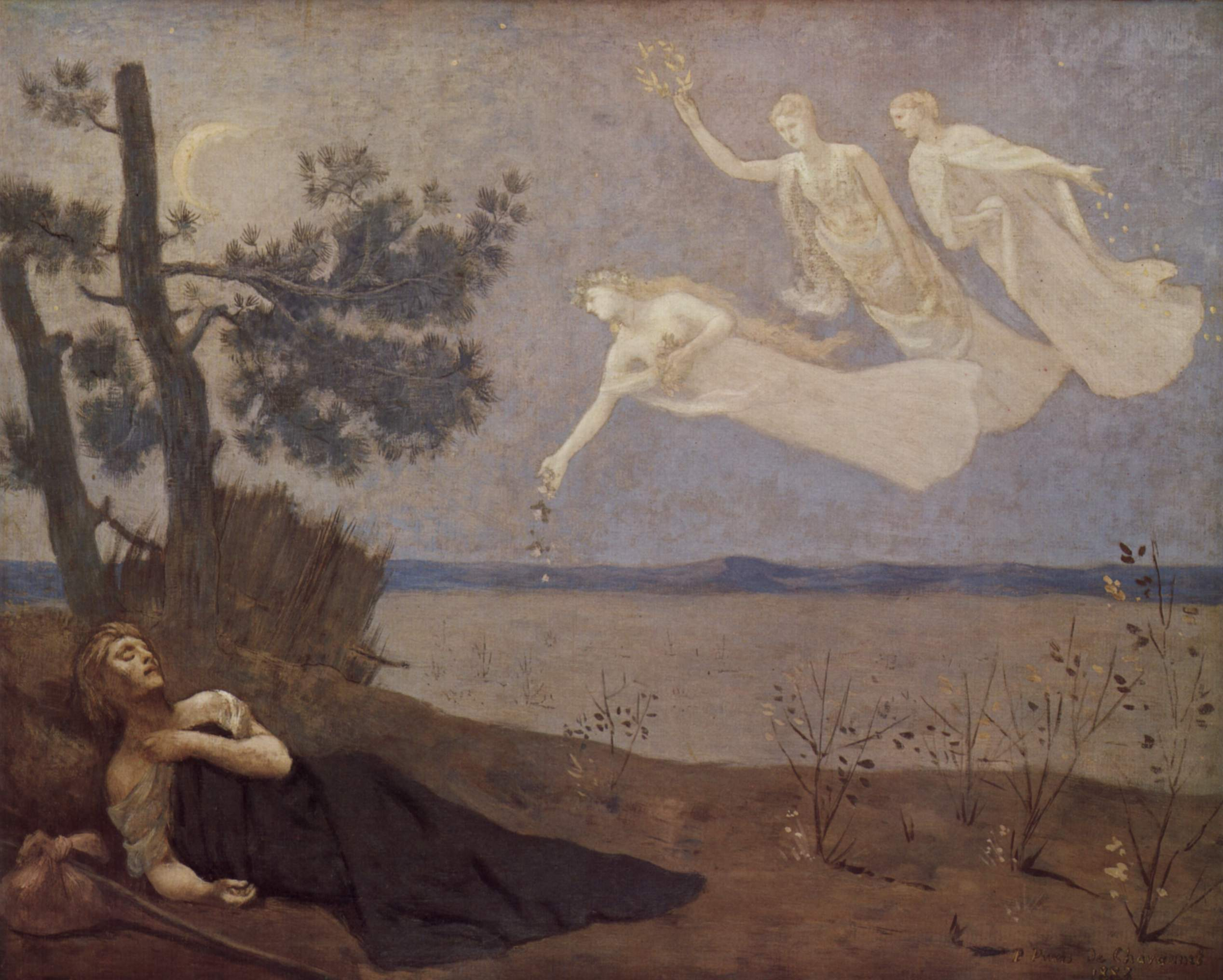
Puvis de Chavannes: Der Traum
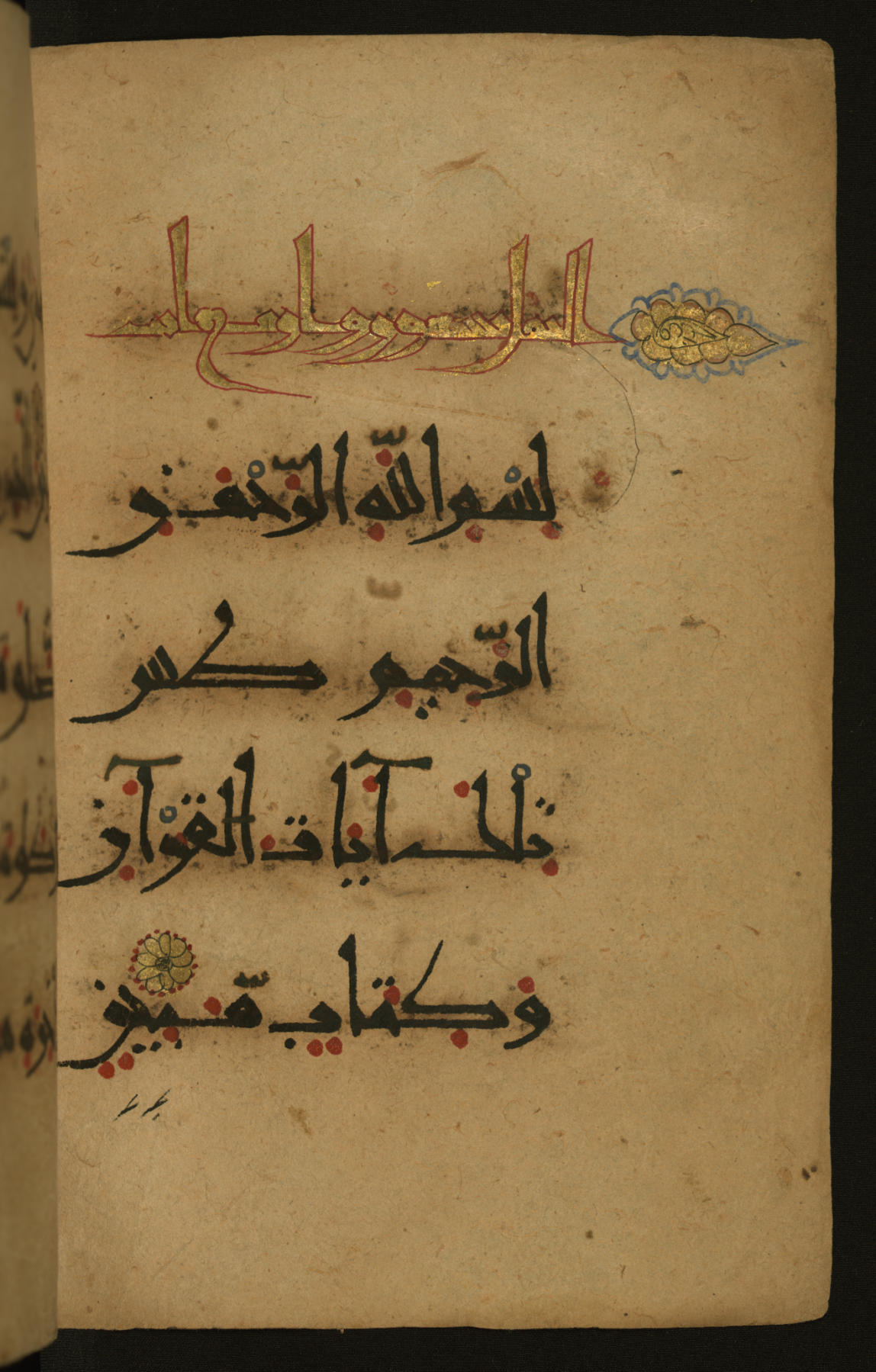
Kapitelüberschrift und Beginn der Sure An-Naml
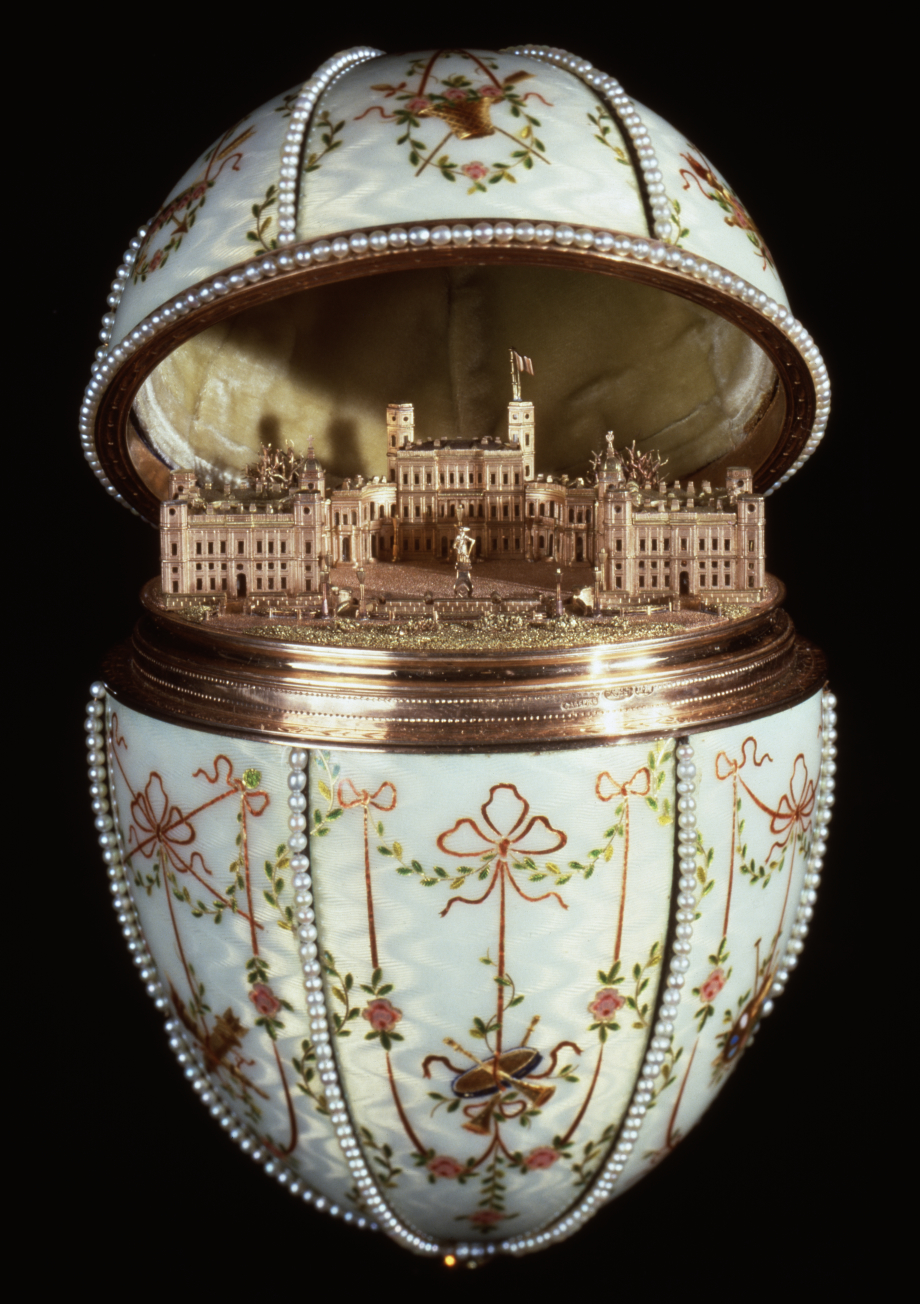
Gatschina Palast-Ei, Fabergé (1901)